# Joseph Nuttin
Joseph Remi Nuttin (Zwevegem, 7 november 1909 – 23 december 1988) was een Belgisch psycholoog.
Samen met Albert Michotte was hij de grondlegger van de wetenschappelijke beoefening van de psychologie aan de Katholieke Universiteit Leuven. Hij was de zoon van René August Nuttin, oprichter van de bekende scheurkalender De Druivelaar. Joseph Remi was de heeroom van de Belgische sociaal-psycholoog Jozef Nuttin.

## Relationele theorie van de behoeften
Joseph Nuttin stelt dat behoeften typen zijn van relaties die noodzakelijk zijn als de persoon optimaal wil functioneren.
De persoon wil vanuit een waargenomen situatie waarin hij zich bevindt, komen tot een andere situatie waarin zijn doelen (behoeften) bevredigd zijn, de beoogde situatie.
Volgens Nuttin zijn er twee fundamentele behoeften
- behoefte aan contacten, interactie
- behoefte aan zelfhandhaving en -realisatie

... die zich manifesteren op drie niveaus:
- biologisch
- sociaal
- spiritueel

## De verschillende interactieniveaus
1. Biologisch interactieniveau:
- Behoefte aan contact: nood aan voedsel, water, lucht etc. (vergelijk met de fysiologische behoeften in de hiërarchie van Abraham Maslow)
- Behoefte aan zelfhandhaving: lichamelijke activiteiten die ons in leven houden (bijv. lichaamstemperatuur op peil houden, bloeddruk)

2. Sociaal interactieniveau:
- Behoefte aan contact: contact met de wereld, met andere mensen etc.
- Behoefte aan zelfhandhaving: iemand zijn, zekerheid, vorming

3. Spiritueel interactieniveau:
- Behoefte aan contact: integratie van de mens in het bestaan, het heelal etc. (bijv. contact met het hogere, God, aura's)
- Behoefte aan zelfhandhaving: behoefte om voort te bestaan in het hiernamaals (hemel, hel, reïncarnatie etc.), in de kunst, in onze kinderen etc.

## Verschil met Abraham Maslow
Abraham Maslow stelt dat de behoefte een instinct is vanuit de persoon zelf en spreekt over een hiërarchie. Maslow organiseert die hiërarchie in de piramide van Maslow.
Nuttin stelt dat behoeften typen van relaties zijn die ontstaan uit de interactie tussen persoon en de wereld en beweert dat alle behoeften even fundamenteel zijn.
- Bibliothèque nationale de France: cb12367266c (data)
- Catàleg d'autoritats de noms i títols de Catalunya: 981058508519606706
- Digitale Bibliotheek voor de Nederlandse Letteren: nutt002
- Gemeinsame Normdatei: 118786601
- International Standard Name Identifier: 0000 0001 2128 9489
- Library of Congress Control Number: n50024493
- Nationale Bibliotheek van Tsjechië: jx20090612016
- Nationale Bibliotheek van Israël: 987007585445405171
- Nederlandse Thesaurus van Auteursnamen: 068236972
- Istituto Centrale per il Catalogo Unico: CFIV054719
- LIBRIS: 312297
- Système universitaire de documentation: 032691556
- Virtual International Authority File: 39456351
- WorldCat: E39PBJr7T6yrRbFr4pmYkbj9jC